# Jackie Groenen
Jackie Groenen és una centrecampista de futbol internacional pels Països Baixos des de 2016. Amb el Frankfurt ha arribat a les semifinals de la Lliga de Campions.

## Trajectòria
| Temporades    | Equip              | Anys             |
| ------------- | ------------------ | ---------------- |
|               | Rood-Wit Veldhoven |                  |
| 10/11         | SGS Essen          |                  |
| 11/12 - 12/13 | FCR Duisburg       |                  |
| 2014 - 2015   | Chelsea FC         | 1 Lliga i 1 Copa |
| 15/16 - act.  | 1.FFC Frankfurt    |                  |